# Mario Tolkmitt
Mario Tolkmitt (* 30. Oktober 1970) ist ein ehemaliger deutscher Fußballspieler. 1993 wurde er mit Bayer 04 Leverkusen DFB-Pokalsieger.

## Karriere
Mario Tolkmitts Karriere begann bei SG Dynamo Pasewalk. Später wechselte er zum BFC Dynamo (1990 umbenannt in FC Berlin). Sein Debüt in der DDR-Oberliga gab er am 24. März 1990. Bis er im Herbst 1990 an Bergmann-Borsig Berlin verliehen wurde, bestritt er fünf Oberligaspiele. Für Bergmann-Borsig spielte er bis zum Saisonende 1990/91 17-mal in der DDR-Liga (vier Tore). Danach kehrte er zum FC Berlin zurück, der nach Auflösung der DDR-Ligen in der drittklassigen NOFV-Oberliga antrat.
1992 wechselte er für eine Ablöse von 500.000 DM zu Bayer 04 Leverkusen, wo er sich nie einen langfristigen Stammplatz erkämpfen konnte. 1993 wurde er mit der „Werkself“ DFB-Pokalsieger (1:0 gegen die Amateure von Hertha BSC). Im Finale stand er nicht auf dem Platz, dafür aber in drei Spielen zuvor. In der Winterpause 1996/97 ging er zur vom Abstieg bedrohten Fortuna Düsseldorf. Der Klassenerhalt wurde letztlich nicht erreicht, Tolkmitt spielte 13-mal in der Rückrunde für die Fortuna. 1997/98 kam er zu vier Zweitligaspielen und beendete danach verletzungsbedingt seine Karriere.

### Statistik
| Liga                        | Spiele (Tore) |
| --------------------------- | ------------- |
| Bundesliga                  | 68 (0)        |
| 2. Bundesliga               | 04 (0)        |
| DDR-Oberliga 1              | 05 (0)        |
| DDR-Liga                    | 28 (6)        |
| Wettbewerb                  |               |
| DFB-Pokal                   | 08 (0)        |
| UEFA-Pokal                  | 04 (1)        |
| Europapokal der Pokalsieger | 02 (0)        |

## Erfolge
- DFB-Pokalsieger: 1993